# Eddie Butler
Eddie Butler (Dimona, 2 oktober 1971) is een populaire zanger in Israël.

## Achtergrond
Hij komt uit een gezin met 11 kinderen en heeft Amerikaanse ouders. Deze behoren tot de Afrikaanse Hebreeërs (niet-joods) en kwamen vanuit Chicago via Liberia terecht in Israël. 
Eddie Butler zelf heeft het jodendom omarmd. Hij wilde een orthodox joodse bruiloft houden met zijn vriendin Orly Burg, die hij ten huwelijk vroeg tijdens de populaire televisieshow van Dudu Topaz op Israëls tweede televisiezender. Het koppel had toen al een gemeenschappelijke zoon.
Butler zong al van jongs af aan in verschillende groepen. Uiteindelijk werd hij een populaire zanger in Israël maar ook daarbuiten. 
In 2000 kwam zijn album Kesjeat sjoteket (Hebreeuws: Als je stil bent) uit bij AS productions. Voorts zong hij het liedje Al kol èlle (Over al dezen) op een herdenkingsplaat voor Naomi Shemer in 2005 (label: Base).

## Eurovisiesongfestival 1999
In 1999 mocht Eddie, als onderdeel van de groep Eden, Israël vertegenwoordigen op het Eurovisiesongfestival. Het festival werd, door de Israëlische overwinning van een jaar eerder, in Jeruzalem georganiseerd. De groep, waar overigens ook Eddies broer Gabriel deel van uitmaakte, trad aan met het liedje Happy Birthday. Dat nummer was oorspronkelijk geschreven in 1998, ter ere van de vijftigste verjaardag van de staat Israël. Het optreden werd een succes, want Eden werd 5e met 93 punten. 

## Eurovisiesongfestival 2006
Precies zeven jaar na zijn eerste deelname aan het Eurovisiesongfestival vertegenwoordigde Eddie Israël nogmaals op het liedjesfestijn. Israël en de publieke omroep IBA kozen Eddie als kandidaat tijdens hun nationale finale Kdam-Eurovision. Eddie reisde af naar de Griekse hoofdstad Athene en trad aan met het liedje Ze Hazman, Hebreeuws voor Nu is de tijd. Doordat Israël een jaar eerder een goed resultaat geboekt had, was Eddie automatisch geplaatst voor de finale, maar hij eindigde daar teleurstellend als 23e met slechts 4 punten. Deze 4 punten werden het liedje toegekend door Frankrijk.